# Konvertibilna marka
Konvertibilna marka (KM) je zakonito sredstvo plaćanja u Bosni i Hercegovini od 1998. godine kada je zamijenila bosanskohercegovački dinar. Međunarodna oznaka za KM je BAM. Prilikom uvođenja KM, odlukom currency boarda Centralne Banke Bosne i Hercegovine svaka novčanica je bila vezana za njemačku marku, a sada je vezana za euro. Svaka izdana novčanica ima novčano pokriće u eurima. Fiksni tečaj KM je:

 1 KM = 0,51129 € ili

 1 €  = 1.95583 KM
1 marka sastoji se od 100 feninga.

## Novčanice
Novčanice su izdane u apoenima od 50 feninga (više nije u optjecaju) do 200 maraka. Za područje Federacije BiH i Republike Srpske likovi na novčanicama su različiti, ali je dizajn isti. 
Zanimljivo je to što novčanica od 1 KM u verziji za Republiku Srpsku nikad nije puštena u promet zbog tiskarske greške. 
- 50 feninga (FBiH: Skender Kulenović i RS: Branko Ćopić) - povučena 2003.
- 1 marka (FBiH: Ivan Franjo Jukić i RS: Ivo Andrić) - povučena 2009.
- 5 maraka (FBiH i RS: Meša Selimović) - povučena 2010.
- 10 maraka (FBiH: Mehmedalija Mak Dizdar i RS: Aleksa Šantić)
- 20 maraka (FBiH: Antun Branko Šimić i RS: Filip Višnjić)
- 50 maraka (FBiH: Musa Ćazim Ćatić i RS: Jovan Dučić)
- 100 maraka (FBiH: Nikola Šop i RS: Petar Kočić)
- 200 maraka (FBiH i RS: Ivo Andrić)

## Kovanice
Kovanice su izdane u sljedećim apoenima
- 5 konvertibilnih feninga (od 2006.)
- 10 konvertibilnih feninga
- 20 konvertibilnih feninga
- 50 konvertibilnih feninga
- 1 konvertibilna marka
- 2 konvertibilne marke
- 5 konvertibilnih maraka (od 2006.)

## Vanjske poveznice
| Yahoo! Finance: | AUD CAD CHF EUR GBP HKD JPY USD |
| XE.com:         | AUD CAD CHF EUR GBP HKD JPY USD |